# Gottfried Graf
Gottfried Graf (Mengen, 17 januari 1881 - Stuttgart, 20 september 1938) was een Duitse schilder en houtsnijder. Hij was tijdens de Eerste Wereldoorlog tot midden de jaren 20 een belangrijke persoon in de moderne kunst in het zuidwesten van Duitsland.

## Leven
Gottfried Graf op 17 januari 1881 als zoon van een handwerker in Mengen geboren. Vanaf 1897 was hij werkzaam bij de Würtembergische Postdienst, maar keerde zich vanaf tot de kunst.
Van 1904 tot 1908 studeerde hij aan de Königlich württembergischen Akademie und Kunstgewerbeschule Stuttgart, waar hij afstudeerde met een staatsexamen als tekenleraar. Na een tijd in Florence en Rome ging graaf in 1909 studeren als een student van professoren Christian Landenberger, Adolf Hölzel en Heinrich Altherr. In 1913 reisde hij naar Zuid-Frankrijk, waar hij Jacques Villon en Albert Gleizes ontmoette. Uit deze ontmoeting groeide een vriendschap met Gleizes, die veranderde in een afhankelijkheid. Het intensieve onderzoek van de kubistische vormentaal begon voor Gottfried Graf in 1913. Als gevolg daarvan ontwikkelde hij zijn eigen onmiskenbare en onmiskenbare kunst.
Vanwege de oorlog was er een pauze tussen 1914 en 1918 en een baan als tekenleraar tot het einde van de oorlog. In 1919 werd de Üecht Group opgericht. Hij nam deel aan de eerste Herbstschau Neuer Kunst met de deelname van de Berlijnse "Sturm" en belangrijke Franse en Italiaanse artiesten in Stuttgart. In 1921 werd hij benoemd tot hoogleraar (opvolger van Heine Rath, overleden in 1920) en hoofd van de houtsnijschool (en ten slotte de hele grafische afdeling) aan de Württembergische Kunstakademie. Een jaar eerder had de II. Herbst Schau Neuer Kunst, die voornamelijk werd geregisseerd door Graf, in Stuttgart plaatsgevonden. In 1924 kwam het tot de ontbinding van de Üecht-groep. In 1927 publiceerde Graf het boek "De nieuwe houtsnede en het probleem van het artistieke ontwerp" met zijn eigen werken en bijdragen van de houtsnede School. Twee jaar later werd de groep Gruppe 1929 opgericht en haar tentoonstelling Erste Herbsscheu in Stuttgart. Aan het einde van de jaren twintig keerde hij terug naar volledig objectieve kunst. In 1931, ter gelegenheid van zijn 50e verjaardag, organiseerde Julius Baum een grote tentoonstelling in het Ulmer Museum. Het werd grotendeels overgenomen door de Kunstverein Stuttgart. Dit wordt gevolgd door een deelname aan de tentoonstelling in de Wiener Secession.
1937 tijdens de Nationaalsocialistische dictatuur in Duitsland, werden veel van zijn werken verklaard als "gedegenereerde kunst", verwijderd uit de musea en vernietigd. Zijn ontslag uit het Magisterium vond plaats in 1938. Fysiek en psychologisch verbroken stierf de kunstenaar op 20 september 1938 in Stuttgart. Na de overdracht naar Mengen twee dagen later, werd hij daar begraven op 24 september 1938 (Heinrich Altherr - de enige vertegenwoordiger van de Academie - hield de begrafenis toespraak). Hij bevindt zich sinds 1974 in een eregraf samen met zijn vrouw Karin. Het graf is versierd met een "Hinkelstein" met een bronzen reliëf naar een houtsnede door hemzelf. De begraafplaats in te allen tijde toegankelijk.

## Werken
Als lid van de avant-gardekunstscene rond Hölzel was Graf een van de pioniers van nieuwe kunst in Stuttgart. Hij wordt een pionier van de moderne houtsnede genoemd. Als grafisch kunstenaar werkte hij voornamelijk als een landschapswisser. Hij benadert dan het kubisme. Als schilder werd hij beïnvloed door Georges Braque. Zijn werken omvatten schilderijen, tekeningen, prenten (voornamelijk houtsneden, maar ook etsen) en gekleurde ontwerpen. Veel particuliere collecties, maar slechts een paar musea in Zuid-Duitsland bezitten deze. De grootste collectie heeft de stad Mengen met 50 schilderijen in een speciaal gemaakt museum achter het stadhuis.